# Manitouwadge
Manitouwadge es un municipio canadiense situado en la provincia de Ontario.

## Superficie
Manitouwadge tiene una superficie de 352,17 km².

## Demografía
En 2021, tenía 1974 habitantes, una densidad poblacional de 5,6 hab./km², y 1059 viviendas.